# Tin Hat
Tin Hat (zunächst Tin Hat Trio) ist eine nur geringfügig elektrisch verstärkt spielende Fusion-Band, die von San Francisco aus operiert. Sie nimmt ein undogmatisches Crossover von Jazz, Country, Blues, Bluegrass und Folk vor, wobei auch Einflüsse aus Klezmer, klassischer Musik und Rockmusik vorhanden sind. Dabei lassen die „atemberaubende Virtuosität und grenzenlose Improvisationslust“ den Sound der Gruppe „erstaunlich jazznah anmuten.“

## Geschichte
Der Akkordeonspieler Rob Burger und der Gitarrist Mark Orton absolvierten ein klassisches Musikstudium an der Juilliard School; Burger arbeitete dann im Jazzbereich. Nachdem sie in einem Sommercamp die Geigerin Carla Kihlstedt kennengelernt hatten, zogen sie nach San Francisco, um von dort aus als Trio zu arbeiten. Ende 2004 verließ Burger die Band, die dann als Quartett mit Ben Goldberg und Gast Zeena Parkins tourte. Im Sommer 2005 wuchs die Band um Ara Anderson an, der zuvor Tom Waits begleitet hatte. Mittlerweile ist an seine Stelle Rob Reich getreten.
Bereits das 1999 erschienene Debütalbum Memory Is an Elephant wurde von der Kritik gelobt: „Ein derart originelles Hybrid von Jazz, Folklore und Kammermusik hatte man seit den frühen Oregon nicht mehr gehört.“ Auch für die nächsten Alben zog die Band Gastsolisten wie Tom Waits oder Willie Nelson heran. The Sad Machinery of Spring setzte sich mit dem Leben von Bruno Schulz auseinander. Das Album The Rain Is a Handsome Animal enthält einen 17-teiligen Liederzyklus mit Texten von E. E. Cummings, zu dem alle vier Mitglieder der Band Kompositionen beigetragen haben.
Ihr Song Fear of the South wurde 2005 zu einem Teil der Filmmusik von Alles ist erleuchtet. Im Jahr 2013 holte Mark Orton das Trio in seiner Urbesetzung, um die Filmmusik für den oscarnominierten Film Nebraska einzuspielen; dabei fand auch das zunächst für das Album The Rodeo Eroded eingespielte Stück „Bill“ Verwendung.

## Diskographie
- Memory Is an Elephant (1999, Angel)
- Helium (2000, Angel)
- The Rodeo Eroded (2002, Ropeadope)
- Book of Silk (2005, Ropeadope)
- La giusta distanza (The Right Distance) (OST, 2007, Radiofandango)
- The Sad Machinery of Spring (2007, Hannibal)
- Foreign Legion (Live recording, 2010, BAG Productions)
- The Rain Is a Handsome Animal (2012, New Amsterdam)